# أريستيد لوران
أريستيد لوران (بالإنجليزية: Aristide Laurent)‏ هو صحفي أمريكي، ولد في 15 سبتمبر 1941، وتوفي في 26 أكتوبر 2011 بسبب سرطان البروستاتا.